# 木村亮俊
木村 亮俊（きむら あきとし、1月8日 - ）は、日本の元声優。岩手県出身。以前はアイムエンタープライズに所属していたが、出家のため、2013年12月27日付で退社し、声優業も引退した。

## 後任
木村の声優業引退後、持ち役を継いだ声優は以下の通り。
- 浅沼晋太郎 - 『K』（出羽将臣、弁財酉次郎）

## 出演作品

### テレビアニメ
2008年
- 銀魂（ホスト）

2010年
- 侵略!イカ娘（客）

2011年
- 魔乳秘剣帖（村人C）

2012年
- カンピオーネ! 〜まつろわぬ神々と神殺しの魔王〜（死せる従僕C）
- K（出羽将臣、弁財酉次郎、新聞部部長）
- 恋と選挙とチョコレート（力士、警備、司会）
- ジョジョの奇妙な冒険（武器係）
- じょしらく（フランス人の画家）
- 好きっていいなよ。（先生）
- TARI TARI（川井、地元商店街の人）
- To LOVEる -とらぶる- ダークネス（男子生徒達、犬）
- リトルバスターズ!（風紀委員F、親戚の男B、男子生徒B）

2013年
- 惡の華
- 犬とハサミは使いよう（マッチョ、男）
- ささみさん@がんばらない（観客）
- まおゆう魔王勇者（魔族豪商）
- みなみけ ただいま
- ロウきゅーぶ!SS（店員）

### OVA
- To LOVEる -とらぶる- ダークネス（料理人）

### ゲーム
2007年
- Myself ; Yourself

2010年
- 超次元ゲイム ネプテューヌ

2011年
- AKIBA'S TRIP（男性街キャラクター、ムサシ）
- Memories Off ゆびきりの記憶（サブキャラクター）

2012年
- AKIBA'S TRIP PLUS（男性街キャラクター、ムサシ）
- あの日見た花の名前を僕達はまだ知らない。
- スカーレッドライダーゼクス I+FD ポータブル

### 吹き替え
- 大統領暗殺（マースリ）
- レイン・オブ・アサシン